# Carpella nubilata
Carpella nubilata là một loài bướm đêm trong họ Geometridae.